# آغوش و بوسه (فیلم)
آغوش و بوسه (ایتالیایی: Baci e abbracci) یک فیلم در ژانر کمدی به کارگردانی پائولو ویردزی است که در سال ۱۹۹۹ منتشر شد. از بازیگران آن می‌توان به پائولا تیتسیانا کروچانی و فرانچسکو پائولانتونی اشاره کرد.